# Rune Bengtsson
Rune Bengtsson, född 1945, är en svensk hortonom, dendrolog och agronomie doktor. Han är bland annat känd för sin forskning vid SLU och som författare till flera verk, bland annat Stadsträd från A-Z. Han drev forskningsprojektet P80 för att förbättra plantskolornas växtmaterial under 1980-talet och många av de sorter som idag odlas i trädgårdar och i offentlig miljö kommer ur detta projekt. Nämnvärt är även det arbete Bengtsson lagt ner på att identifiera och kartlägga de äkta ornäsbjörkar som planterats som Riksträd i Sverige.
Rune tilldelades Alnarps Studentkårs pedagogiska pris 2004 och Gartnerfondens belöning för 2008.